# اریک دورم
اریک دورم (آلمانی: Erik Durm؛ زادهٔ ۱۲ مهٔ ۱۹۹۲) بازیکن فوتبال اهل آلمان است.
وی همچنین در تیم ملی فوتبال آلمان بازی کرده‌است.